# Euphyia santaria
Euphyia santaria là một loài bướm đêm trong họ Geometridae.